# Marie Gruber
Marie Gruber (ur. 11 czerwca 1955 w Wuppertalu, zm. 8 lutego 2018 w Berlinie) – niemiecka aktorka filmowa i teatralna.

## Wybrana filmografia
- 1971: Telefon 110 – Rosamude Weigand
- 1991: Wakacje z trabantem – Rita Struutz
- 2006: Życie na podsłuchu – Pani Meineke
- 2012: Czerwony Kapturek – Babcia
- 2014: Piękna i bestia – Adèle
- 2016: Frantz – Magda Hoffmeister
- 2017: Babylon Berlin – Emmi Wolter